# Franche-Comté
Franche-Comté (frankocomtoisiska: Fràntche-Comté; frankoprovensalska: Franche-Comtât) är en tidigare administrativ region i östra Frankrike, vid landets gräns mot Schweiz, som sedan 2016 är en del av regionen Bourgogne-Franche-Comté. Under lång tid tillhörde regionen Burgund, och har en historia som del av flera statsbildningar, innan det tillföll Frankrike 1678. Regionhuvudstad var Besançon. Namnet betyder "det fria grevskapet", och anspelar på detta förhållande som regionen hade under tiden som del av Burgund.

## Geografi
Franche-Comté gränsar i norr mot Alsace, Lorraine och Champagne-Ardenne, i väst mot Bourgogne, i söder mot Rhône-Alpes, och i öster mot Schweiz. Regionen utgörs av departementen Doubs, Jura, Haute-Saône och Territoire de Belfort.
Regionens hjärta är floderna Doubs och Saône, medan huvudparten av ytan utgörs av Jurabergen och dess skogar. Övriga områden är bördigt lågland.

## Historia
Regionen har varit befolkad sedan paleolitikum, och dess äldsta kända invånare var galler. Befolkningen påverkades mycket litet av folkvandringstiden. Under de första århundradena efter Kristus lydde området under alamannerna, och 457 till 534 tillhörde det kungadömet Burgund. Franche-Comté kristnades av Columbanus, som grundade flera kloster i området. 534 inlemmades det i frankerriket, och 561, under Guntram, i merovingernas kungadöme Burgund; under återstoden av merovingernas och karolingernas era fortfor regionen att tillhöra Burgund.
Första gången namnet Franche-Comté uppträder i officiella dokument är 1366. Då hade regionen sedan 1034 tillhört Heliga romerska riket av tysk nation. När hertigdömet Burgund införlivades i Frankrike 1477 inträffade den definitiva splittringen från Burgund. År 1481 hamnade Franche-Comté under Österrike, 1556 under huset Habsburgs Spanien, det intogs av Frankrike 1668, men avträddes till Spanien vid freden i Aix-la-Chapelle. Det erövrades igen 1674, och tillföll slutligen Frankrike vid fördraget i Nijmegen (1678).
Tyskland annekterade Franche-Comté under både första och andra världskriget, men det återtogs av Frankrike båda gångerna. Under andra världskriget utsattes regionen för SS’ utrotningsräder men omfattningen av detta är okänt.
Mellan 1851 och 1946 minskade befolkningen med en femtedel, till följd av avbefolkningen av glesbygden och urbaniseringen.

## Ekonomi
Vid Juraområdet finns en omfattande mejeriproduktion och boskapsskötsel, medan låglandet har en stor fruktproduktion.